# 118 (число)
118 (сто вісімна́дцять) — натуральне число між 117 і 119.

## У науці
- атомний номер оганесону.

## У інших областях
- 118 рік 118 до н. е.
- ASCII — код символу «v».